# Крошнозеро
Кро́шнозеро (Nuožarvi, карел. Nuosjärvi) — озеро в Пряжинском районе Карелии, на берегу озера стоит посёлок с одноимённым названием.

## Общие сведения
Озеро вытянуто с северо-запада на юго-восток. Берега валунно-галечные. В северной части озера выступают глины, в южной части берега песчаные. Котловина ледникового происхождения.
Озеро имеет семь притоков, основные из них — реки Холма, Петаоя и ручей, вытекающий из озера Шогарви. У подножия склона Корзинской гряды находится крупнейший и самый устойчивый по режиму в Карелии — родник «Крошнозерский». Гидрокарбонатная, магниево-кальциевая пресная вода с минерализацией 90 мг/л образует Мельничный ручей, впадающий в озеро.
Сток через реку Матчелицу в озеро Миккильское. Амплитуда среднегодового колебания уровней составляет 0,7 м.
Около 85 % общей площади дна покрыто серо-зелёным илом. В прибрежной полосе встречаются различные сочетания песка, валунов, глины и руды. Прозрачность воды 1,5 м.
Летние температуры для поверхностного слоя 18,6 °C, для придонного — 15,6 °C. Зимняя температура поверхностного слоя 0,5 °C, придонного — 4 °C (на глубине 10 м).
Ледостав в ноябре, вскрытие ото льда в середине мая.
Озеро относится к Балтийскому бассейновому округу, водохозяйственному участку реки Шуя.
Озеро является источником водоснабжения села Крошнозеро.
Озеро было водоёмом хозяйствования Крошнозерского рыборазводного завода.

## Флора и фауна
Высшая водная растительность озера представлена у истока реки Матчелицы в виде зарослей тростника.
Ихтиофауна озера представлена плотвой, ершом, окунем, лещом, судаком, ряпушкой, сигом, щукой и налимом. В уловах преобладают плотва (более 40 % среднегодового улова), ёрш (20 %), окунь (15 %), лещ (10 %), судак (менее 5 %). Ряпушка, сиг, щука и налим составляют около 10 % от общего вылова. Размеры плотвы в уловах до 30 см при массе 500 г, средняя масса 30 г в возрасте 5 лет. Ёрш летом держится в северной части озера в районе истока реки Матчелицы. Размеры ерша в уловах в среднем 8 см, зрелости достигает в трёхлетнем возрасте. Окунь встречается везде в прибрежной зоне. Численно преобладает мелкий окунь, крупный окунь (до 1,0 кг) встречается в открытом озере. Лещ из Крошнозера на нерест проходит по реке Матчелица в озеро Миккельское. Средняя масса леща в уловах в нерестовый период достигает 500 г. Судак летом обитает главным образом в северной части озера, в возрасте 5 лет достигает размеров 40 см при массе около 1,0 кг. Предельный возраст — 20 лет при длине до 85 см, и массе до 8,5 кг. Ряпушка распространена повсеместно, при средней длине 12 см и массе 20 г. Щука распространена в зарослевой зоне, при средней длине 50 см.